# Madraza de Granada
La Madraza de Granada (de l'àrab ﻣﺩﺭﺴة 'escola'; també anomenada Yusufiyya, Casa de la Ciència o Palau de la Madraza) va ser la primera universitat amb la qual va comptar Granada, en Espanya. Va ser inaugurada en 1349 pel rei nassarita Yússuf I de Granada. En l'actualitat aquest palau pertany a la Universitat de Granada, dedicant-se gairebé tot l'edifici a activitats culturals. També és la seu de la Reial Acadèmia de Belles Arts de Nostra Senyora de les Angoixes.
Situada en el que actualment s'anomena carrer d'Oficios, la madrassa es trobava en un dels llocs privilegiats de la ciutat, al costat de la mesquita major i l'Alcaicería, la zona més noble del comerç. Entre els seus professors podem nomenar a Ibn al-Fajjar, Ibn Lubb, Ibn Marzuk, al-Maqqari, Ibn al-Jatib, etc. Impartia, entre d'altres, ensenyaments de dret, medicina i matemàtiques.

## Edifici
La seva arquitectura, com totes les obres de Yússuf I, era esplendorosa, amb portada de marbre blanc les restes del qual es conserven en el Museu Arqueològic de Granada. L'edifici s'organitzava a partir d'un safareig central (les recents excavacions arqueològiques realitzades a l'edifici han incorporat aquestes restes al palau). Dins del mateix destaca la sala de l'oratori musulmà del segle xiv i en planta superior el saló de Cavallers XXIV, que conserva una impressionant encavallada mudèjar del segle xvi, i que va servir com a lloc de reunions dels regidors de la ciutat després de la reconquesta.
Entre els poemes que la decoraven podia llegir-se: 
| « | Si en tu espíritu hace asiento el deseo del estudio y de huir de las sombras de la ignorancia, hallarás en ella el hermoso árbol del honor. Hace el estudio brillar como estrellas a los grandes, y a los que no lo son los eleva a igual lucimiento. | » |

## Història
La Madraza va funcionar com a universitat fins a finals de 1499 o principis de 1500, perquè en les Capitulacions per al lliurament de Granada, després de la conquesta de Granada, es feia constar que la madrassa seguiria funcionant com a tal. Però, cap a finals de 1499, amb l'arribada a Granada de Gonzalo Jiménez de Cisneros, la política de tolerància i compliment de les Capitulacions que havia vingut desenvolupant l'arquebisbe Hernando de Talavera va ser substituïda per la conversió forçosa.
Aquesta nova política va portar a la revolta dels moriscs, concentrats sobretot en l'Albaicín. La situació va ser aprofitada per Cisneros per assaltar la Madraza, la biblioteca de la qual va ser portada a la plaça de Bib-Rambla i cremada en foguera pública. Una vegada espoliada i clausurada, l'edifici de la Madraza va ser donat per Ferran el Catòlic, en 1500, per al Cabildo (Ajuntament).
Actualment, l'edifici de la Madraza pertany a la Universitat de Granada. En els anys 2006 i 2007 ha estat profundament restaurat i se n'ha realitzat també una excavació arqueològica. Des de finals de 2011 acabada l'última fase de les restauracions, la Madraza ha tornat a obrir-se al públic, sent un dels edificis emblemàtics de la Universitat.

## Pla d'estudis
Per tenir una idea del pla d'estudis que es seguia en la Madraza podem veure el que ens diu Ibn Hazm (Fisal) sobre el que podem anomenar el pla d'estudis de l'«escola filosòfica andalusina», ens diu:
| « | Consagran las primicias de su inteligencia a las matemáticas e inauguran su formación científica por el estudio profundo de las propiedades de los números. Pasan luego gradualmente a estudiar la posición de los astros, la forma aparente de la esfera celeste, el modo de verificar el paso del sol, de la luna y de los cinco planetas (...) todos los demás fenómenos y accidentes físicos y atmosféricos. Añaden a esto la lectura de algunos libros de los griegos en que se determinan las leyes que regulan el razonamiento discursivo. | » |